# دمیدوفسکی (باشقیرستان)
دمیدوفسکی (انگلیسی: Demidovsky, Republic of Bashkortostan) یک شهرک در شهرستان بیرسکی باشقیرستان کشور روسیه است.